# Molécularité
En chimie, la molécularité est le nombre d'entités moléculaires (atomes, molécules, ions, etc.) qui entrent simultanément en collision lors d'une réaction élémentaire. Tandis que l'ordre de réaction est déterminé expérimentalement, la molécularité est un concept théorique et on ne peut l'appliquer qu'à des réactions élémentaires. Pour ces réactions, l'ordre de réaction, la molécularité et la somme des coefficients stœchiométriques ont la même valeur (même s'il s'agit de concepts différents).
- Une réaction impliquant une seule entité moléculaire est dite unimoléculaire.
- Une réaction impliquant deux entités moléculaires est dite bimoléculaire.
- Une réaction impliquant trois entités moléculaires est dite trimoléculaire. Ce cas est discuté et relativement rare en solution et en phase gazeuse, à cause de l'improbabilité de collision simultanée de trois entités[2]. Cependant ce terme est également utilisé pour désigner une réaction qui suit le schéma suivant :

{\displaystyle \mathrm {A} +\mathrm {B} {\overset {\mathrm {M} }{\to }}\mathrm {C} }.
Le corps M est nécessaire : pour conserver l'énergie et la quantité de mouvement, ce troisième corps doit réagir lors d'une deuxième réaction. Après la collision bimoléculaire initiale de A et B, il se forme un intermédiaire réactionnel excité énergétiquement. Une collision avec le corps M lors d'une seconde réaction bimoléculaire permet de lui transférer l'excès d'énergie :
{\displaystyle \mathrm {A} +\mathrm {B} \to \mathrm {A} \mathrm {B} ^{*}}
{\displaystyle \mathrm {A} \mathrm {B} ^{*}+\mathrm {M} \to \mathrm {C} +\mathrm {M} }.
Ces réactions ont fréquemment un domaine de transition, entre un second et troisième ordre cinétique, qui dépend de la température et de la pression.